# 斯氏頭孔無鬚魮
斯氏頭孔無鬚魮（学名：Poropuntius smedleyi）是輻鰭魚綱鯉形目鯉科頭孔無鬚魮屬的其中一個種，分布於亞洲馬來半島，體長可達13.5公分，棲息在中底層水域。